# Skygge bokser
|  | Denne artikel er oprettet af botten PalnaBot ud fra en ekstern database. Den kan derfor have sproglige fejl eller mangler. Denne skabelon kan fjernes efter kontrol af indholdet. |

Skygge bokser er en film instrueret af Mikkel Blaabjerg Poulsen.

## Handling
Abdul Khattab på 19 er Danmarks største boksetalent. Han er opvokset i en flygtningelejr og er nyslået professionel bokser - i stald hos sit store idol Mikkel Kessler. I bokseklubben er han ikke i tvivl om, hvem han er - bokseren Abdul, men uden for ringen er han rådvild, og kæmper for at finde sig selv med frygten for at skuffe alle, der stoler på ham. Religion, familie og andres forventninger presser Abdul. "Skyggebokser" er en "coming of age"- historie om en ung mands dybe følelser og indre konflikt. Filmens visuelle følsomhed står i skarp kontrast til det maskuline univers, Abdul udvikler sig i.